# Вулиця Гризодубової (Москва)
Вулиця Гризодубової — вулиця на північному заході Москви в Хорошевському районі від проїзду Березового Гаю до вулиці Авіаконструктора Сухого.

## Походження назви
Названа у 2004 році на честь видатної льотчиці та громадської діячки, Героя Радянського Союзу, Героя Соціалістичної Праці Валентини Степанівни Гризодубової.

## Розташування
Вулиця знаходиться в центрі Хорошевського району, що проходить від проектованого проїзду № 6161 територією Ходинського поля на південний захід, потім на північний захід, до проїзду Березового Гаю.

## Будинки по вулиці
- На вулиці знаходиться житловий комплекс «Гранд Парк».
- Штаб-квартира ГРУ.

## Громадський транспорт
- Станція метро «Полежаєвська» — за 650 метрів від середини вулиці.
- Автобуси № 175, 818.